# Hình thành loài

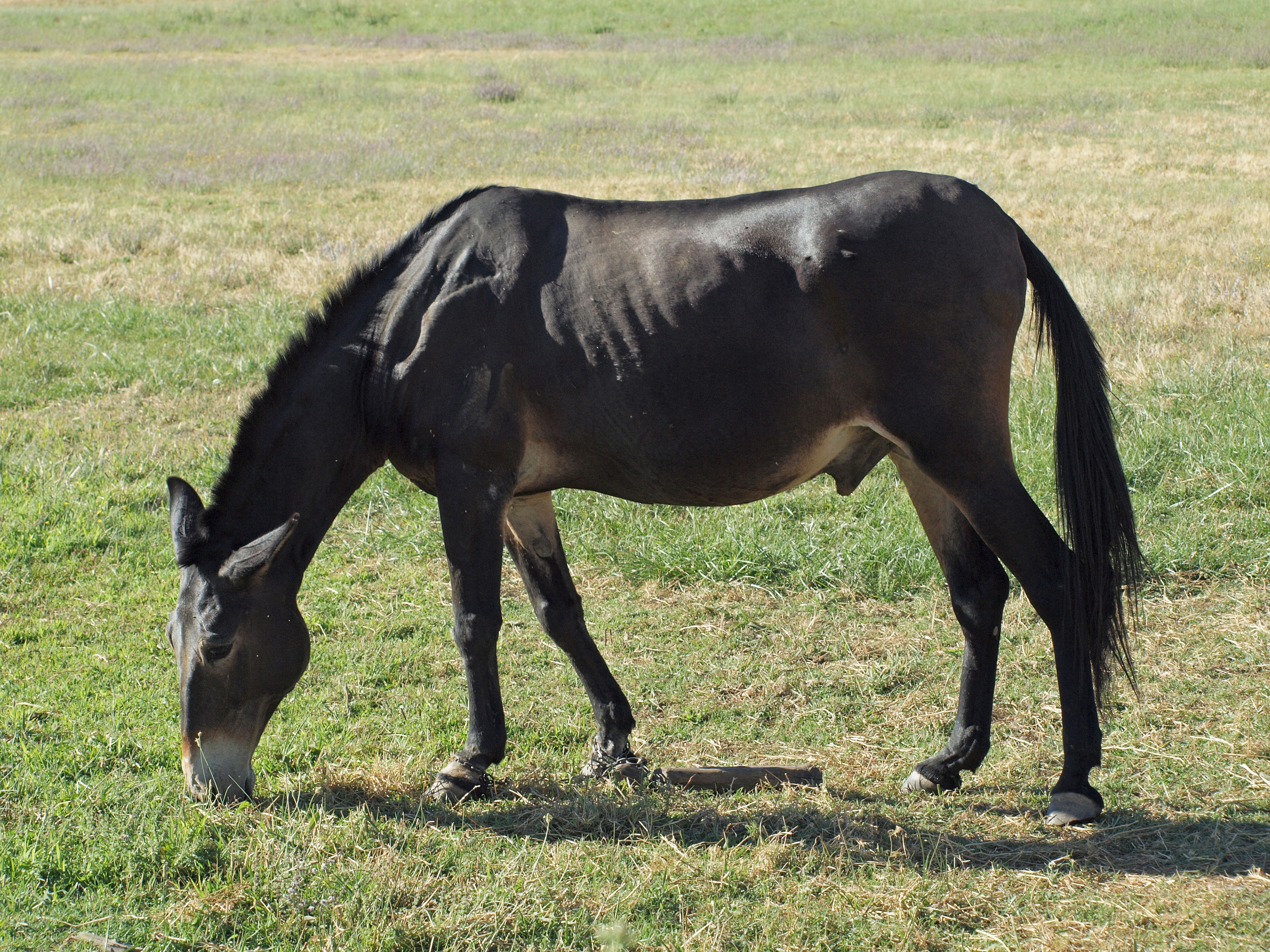
Một con la, chúng là minh chứng cho việc hình thành loài mới thông qua quá trình lai giống khác loài giữa loài lừa và loài ngựa

Hình thành loài (Speciation) hay quá trình hình thành loài hay phát sinh loài là quá trình tiến hóa mà theo đó các quần thể sinh học đã tiến hóa để trở thành những giống loài riêng biệt, cũng như việc một loài phân kỳ thành hai hay nhiều loài con cháu khác loài. Sự hình thành loài đã được quan sát nhiều lần cả dưới những điều kiện có kiểm soát trong phòng thí nghiệm lẫn trong tự nhiên. Các hiện tượng hình thành loài đóng vai trò quan trọng trong lý thuyết về cân bằng ngắt quãng, liên quan tới các mô hình trong dấu vết hóa thạch về các "vụ bùng nổ" tiến hóa ngắn ngắt quãng các thời kỳ ổn định dài, khi các loài ít thay đổi.
Theo lý thuyết này, sự hình thành loài và tiến hóa nhanh gắn kết với nhau, với chọn lọc tự nhiên và dịch chuyển di truyền vận hành mạnh mẽ nhất ở các sinh vật trải qua sự hình thành loài trong khu phân bố mới hoặc trong các quần thể nhỏ. Kết quả là, chu kì ổn định trong các dấu vết hóa thạch ứng với quần thể gốc còn các sinh vật chịu sự thay đổi loài và tiến hóa nhanh tìm thấy ở những quần thể nhỏ hoặc các khu phân bố hạn chế về mặt địa lý và do đó hiếm khi được bảo quản dưới dạng hóa thạch.

## Từ nguyên
Nhà sinh vật học Orator F. Cook đã đưa ra thuật ngữ hình thành loài ("speciation") vào năm 1906 chỉ về sự phân chia dòng dõi hay "sự hình thành sinh mệnh". Charles Darwin là người đầu tiên mô tả vai trò của việc lựa chọn tự nhiên trong hình thành loài mới tại cuốn sách của mình năm 1859 có tên gọi Nguồn gốc các loài. Ông cũng xác định lựa chọn sinh sản như là một cơ chế có khả năng, nhưng thấy nó có một số vấn đề. Có bốn phương thức địa lý về phân bố tự nhiên, dựa trên mức độ cụ thể hóa các quần thể bị cô lập với nhau từ đó tạo nên loài mới (trực tiếp hoặc nâng lên từ phụ loài/phân loài). Việc hình thành loài cũng có thể được hình thành qua quá trình chọn lọc nhân tạo, thông qua chăn nuôi, nông nghiệp, hoặc các thí nghiệm trong phòng thí nghiệm.
Có nhiều cách để định nghĩa khái niệm "loài". Lựa chọn định nghĩa phụ thuộc vào những đặc thù của các loài xét tới. Chẳng hạn, một vài quan niệm về loài áp dụng dễ dàng hơn đối với các loài sinh sản hữu tính trong khi những khái niệm khác phù hợp với các loài vô tính hơn. Bất chấp sự đa dạng các khái niệm này, chúng có thể xếp vào một trong ba cách tiếp cận triết học rộng hơn: theo hướng giao phối, sinh thái và thuyết phát sinh loài. Quan niệm loài sinh học (tiếng Anh: biological species concept - BSC) là một ví dụ cổ điển về cách tiếp cận giao phối. Được Ernst Mayr đưa ra năm 1942, BSC khẳng định rằng "loài là nhóm các quần thể tự nhiên, thực sự hoặc có khả năng, giao phối với nhau, cách biệt về mặt sinh sản với những nhóm khác như vậy".
Mặc dù khá rộng và được sử dụng từ lâu, BSC cũng giống những quan niệm khác khi không tránh khỏi những tranh cãi, bởi vì các quan niệm kiểu như vậy không thể áp dụng cho sinh vật nhân sơ và điều này được gọi là vấn đề loài. Một số nhà nghiên cứu đã nỗ lực tìm cách đưa ra một quan niệm nhất nguyên thống nhất về loài, trong khi những người khác tiếp nhận một cách tiếp cận đa nguyên và đề xuất rằng có thể có nhiều cách khác nhau để diễn giải một cách logic định nghĩa về loài.

## Cơ chế

### Phân cách
Sự ngăn cách sinh sản giữ hai quần thể hữu tính phân tách là cần thiết để các quần thể đó trở thành các loài mới. Dòng gen có thể làm chậm quá trình này bằng cách cũng lan truyền các biến thể di truyền mới tới các quần thể khác. Tùy vào mức độ hai loài đã phân tách xa thế nào kể từ tổ tiên chung gần nhất của chúng, chúng có thể vẫn có khả năng giao phối, như ghép ngựa và lừa sinh ra những con la. Những sinh vật lai như vậy thường là vô sinh. Trong trường hợp này, các loài có quan hệ gần gũi có thể giao phối thường xuyên, nhưng sinh vật lai sẽ bị chọn lọc phủ nhận và hai loài vẫn tách biệt.
Tuy nhiên, các loài lai hữu thụ (có thể sinh nở được) đôi khi tạo nên và những loài mới này có thể hoặc có những tính chất trung gian giữa các loài bố mẹ, hoặc sở hữu kiểu hình hoàn toàn mới. Tầm quan trọng của việc lai ghép trong việc tạo nên loài động vật mới là chưa rõ ràng, mặc dù có những trường hợp đã được quạn sát ở nhiều loài động vật, như một trường hợp đã được nghiên cứu kỹ lưỡng là ếch cây xám.
Ở những loài sinh sản hữu tính, sự phát sinh loài bắt nguồn từ sự cách biệt sinh sản rồi sau đó là sự phân tách về phả hệ. Có bốn cơ chế cho sự phát sinh loài. Phổ biến nhất ở động vật là sự phát sinh loài khác khu phân bố (allopatric speciation), xảy ra ở những quần thể ban đầu bị cách biệt về mặt địa lý, như do sự phân mảnh môi trường sống hay do di cư. Chọn lọc dưới những điều kiện này sẽ sinh ra những thay đổi rất nhanh về bề ngoài và hành vi của sinh vật. Vì chọn lọc và dịch chuyển tác động độc lập lên các quần thể cô lập khỏi phần còn lại của loài, sự chia tách cuối cùng có thể làm nảy sinh những sinh vật không thể giao phối với loài gốc.

### Tương cận
Cơ chế thứ hai là sự hình thành loài gần khu phân bố (peripatric speciation), xảy ra khi những quần thể sinh vật nhỏ trở nên bị cô lập trong một khu phân bố mới. Điều này khác với cơ chế ở trên ở chỗ các quần thể bị tách biệt nhỏ hơn nhiều quần thể gốc về mặt số lượng. Ở đây, "hiệu ứng người sáng lập" (founder effect, hiệu ứng trong đó quần thể nhỏ bị cô lập suy giảm đột ngột các biến dị di truyền), tạo nên một sự hình thành loài nhanh chóng sau một sự gia tăng giao phối tăng cường chọn lọc trên đồng hợp tử, dẫn tới một sự thay đổi nhanh chóng về mặt di truyền.

### Ngoại khu

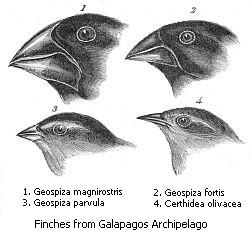
Sự tách biệt địa lý của những con chim sẻ ở Quần đảo Galápagos sinh ra trên một chục loài mới khác nhau.

Cơ chế thứ ba là sự hình thành loài ngoài khu phân bố (parapatric speciation). Nó tương tự với cơ chế thứ hai ở chỗ một quần thể nhỏ xâm nhập vào một không gian phân bố mới, nhưng khác ở chỗ không có sự chia cách vật lý nào giữa hai quần thể. Thay vào đó, sự hình thành loài nảy sinh từ sự tiến hóa các cơ chế giảm dòng gen giữa hai quần thể. Thông thường điều này xảy ra khi có một sự thay đổi lớn đột ngột môi trường trong không gian phân bố của loài gốc. Một ví dụ là loài cỏ Anthoxanthum odoratum, có thể đã trải qua sự hình thành loài loại này để đối phó với nhiễm độc kim loại cục bộ ở các vùng mỏ.
Ở đây, thực vật tiến hóa có khả năng chịu một hàm lượng kim loại cao trong đất. Chọn lọc phủ nhận giao phối với quần thể gốc nhạy cảm với kim loại sinh ra một sự thay đổi từ từ trong thời gian nở hoa của thực vật kháng kim loại, cuối cùng tạo nên sự tách biệt sinh sản hoàn toàn. Chọn lọc phủ nhận các sinh vật lai giữa hai quần thể có thể gây ra sự tăng cường, đó là sự tiến hóa của các tính trạng khuyến khích giao phối trong một loài, cũng như sự chiếm chỗ đặc tính, là khi hai loài trở nên khác biệt hơn về bề ngoài.

### Nội khu
Cuối cùng, trong sự hình thành loài cùng khu phân bố (sympatric speciation) các loài phân tách mà không hề có sự cách biệt địa lý hay thay đổi môi trường sống. Dạng này hiếm gặp do ngay cả chỉ một lượng nhỏ dòng gen cũng có thể loại bỏ sự khác biệt di truyền giữa các phần của một quần thể. Nhìn chung, loại hình thành loài này đòi hỏi sự tiến hóa cả trong khác biệt di truyền và giao phối không ngẫu nhiên, cho phép cách biệt sinh sản để tiến hóa.

### Lai chéo
Một loại hình thành loài cùng khu phân bố liên quan tới giao phối chéo của hai loài gần gũi để tạo ra một loài lai mới. Điều này không phổ biến ở động vật vì động vật lai thường vô sinh. Đó là vì trong quá trình giảm phân các nhiễm sắc thể tương đồng từ bố và mẹ đến từ các loài khác nhau và khó ghép cặp thành công. Tuy nhiên, nó phổ biến hơn ở thực vật, bởi vì thực vật thường nhân đôi số nhiễm sắc thể của chúng, tạo nên các thể đa bội. Điều này cho phép các nhiễm sắc thể từ mỗi loài cha mẹ hình thành các cặp phù hợp trong giảm phân. Một ví dụ của hiện tượng này là khi hai loài thực vật Arabidopsis thaliana và Arabidopsis arenosa giao phối chéo cho ra loài mới là Arabidopsis suecica.
Điều này đã xảy ra khoảng 20 nghìn năm trước, và quá trình hình thành loài đã được lặp lại trong phòng thí nghiệm để nghiên cứu các cơ chế di truyền tham gia vào quá trình này. Thực tế, nhiễm sắc thể nhân đôi trong một loài có thể là nguyên nhân thông thường của tách biệt sinh sản, vì mỗi nửa của nhiễm sắc thể nhân đôi không khớp khi giao phối với một sinh vật không nhân đôi.